# آسترو بات
آسترو بات (انگلیسی: Astro Bot) نام یک بازی ویدئویی سکوبازی ساخته شده توسط تیم آسوبی و منتشر شده به‌وسیلهٔ سونی اینتراکتیو انترتینمنت می‌باشد که در سبک خانوادگی در سال ۲۰۲۴ به صورت انحصاری برای پلی‌استیشن ۵ منتشر شد. این بازی در جشن سالگرد ۳۰ سالگی پلی‌استیشن عرضه شد و مورد تحسین جهانی منتقدان قرار گرفت و تا نوامبر ۲۰۲۴ به فروش ۱٫۵ میلیون واحدی رسید. آسترو بات جوایز متعددی از جمله بازی سال در گیم آواردز ۲۰۲۴ و جایزه بهترین بازی سال دی.آی.سی.ای. در بیست و هشتمین جوایز دی.آی.سی.ای. دریافت کرد.